# Asymmetricercus suohensis
Asymmetricercus suohensis är en insektsart som beskrevs av Mitoki 1999. Asymmetricercus suohensis ingår i släktet Asymmetricercus och familjen vårtbitare. Inga underarter finns listade i Catalogue of Life.